# Telos (filosofia)
Un telos (en grec τέλος, "finalitat, objectiu o propòsit") és una finalitat o propòsit en un sentit força restringit emprat per filòsofs com Aristòtil. És allò en virtut del qual es fa quelcom.
És l'arrel del mot teleologia, un terme que significa l'estudi o doctrina de la finalitat o intencionalitat o l'estudi dels objectes pels seus objectius, propòsits o intencions. La teleologia és un concepte central en la biologia per a Aristòtil.
Per a Aristòtil, tot té un propòsit o finalitat última. Si es vol comprendre el que és quelcom, cal ser entès en termes d'aquesta finalitat última. El telos seria l'objectiu perseguit per totes les persones, animals o plantes. El telos d'un gla seria ser roure. Així totes les coses, incloses les fetes pels éssers humans tenen un telos.
Aristòtil pensa que el telos de l'ésser humà és trobar la felicitat i que pot atènyer-se de formes diferents, tot i que per viure feliç cal viure una vida de virtut, car si no fos així, no viuria realment una vida de felicitat, no importa el que pogués pensar. Seria com un roure malalt que no pogués créixer i donar fruits. Només es pot ser virtuós si es donen les condicions adequades. Si un gla per acomplir el seu telos ha de tenir prou llum i caure en un sòl adequat per poder fructificar, l'ésser humà només podrà acomplir el seu telos quan es trobi en una comunitat política ben construïda, amb una educació i unes lleis adequades.
En contrast amb telos, la tekne és el mètode racional implicat en la producció d'un objecte o acompanyant una meta o objectiu. Tanmateix, en principi, els dos mètodes no són mútuament excloents.